# Niño del Genil
Antonio Sánchez Pastor (1887 Puente Genil - 1962 Barcelona), "El Niño del Genil", fue un cantaor flamenco, que desarrolló su carrera artística en la primera mitad del siglo XX. Realizó la grabación de hasta 44 cantes en discos de pizarra entre los años 1924 y 1925 con las firmas discográficas Gramófono y Regal/Columbia. En algunas de estas grabaciones, se hizo acompañar a la guitarra, fundamentalmente, por su hijo Antonio Sánchez "El Malagueñito" y además su hija, Adelita Sánchez, interviene en algún solo de guitarra acompañando a su hermano.
Intérprete de numerosos palos de flamenco. Hizo popular su personal modo de interpretar el Garrotín, además de atribuírsele también una taranta, una granaína y un fandango, todo de su cosecha.
Formó su propia compañía junto con sus tres hijos también artistas: Antonio Sánchez Díaz "El Malagueñito", guitarrista; Adelita Sánchez, "Adelita Genil, La Estrella del Genil o Niña Genil", cantante, bailaora y guitarrista; y Juanito Sánchez "Carne Membrillo", cantaor y guitarrista. Giró con ellos durante los años 20 y 30 por toda la geografía española, cosechando éxito de público y crítica.
En su compañía, debutó otro gran artista flamenco, Jacinto Antolín Gallego "El Niño de Almadén" y, en numerosas ocasiones, compartió cartel con otros grandes artistas de la época: Niño de la Unión, Rojo de Salamanca, El Chato de las Ventas, Niño Marchena, Juan Hierro, Baltasar Mathé "El bailaor sin pies", José Rodríguez de la Rosa "Niño Medina", Eleuterio Andreu, Agustín Castellón Campos "Niño Sabicas".
Fue tio político del cantaor Antonio Fernández Díaz "Fosforito" ya que, junto con su tía, eran padres de "El Malagueñito". En la actualidad la biografía más completa de este cantaor es la realizada por el investigador pontanés Miguel Ángel Jiménez Valverde.

## Discografía parcial
- GRAMÓFONO (1924), 20 grabaciones en discos de pizarra con las siguientes referencias: del AG195 al AG204.

- REGAL/COLUMBIA (1925), 24 grabaciones en discos de pizarra con las siguientes referencias: RS231, RS233, RS498, RS499, RS502, RS503, RS504, RS505,

                   RS506, RS507, RS508 Y RS509.
- 2 temas incluidos en el Álbum Musical "Puente Genil, Tierra del Cante", 2016, Editado por el sello La Droguería Music.